# Ryll-Nardzewskis fixpunktssats
Inom funktionalanalys, en del av matematiken, är Ryll-Nardzewskis fixpunktssats en sats som säger att om {\displaystyle E} är ett normerat vektorrum och {\displaystyle K} är en icke-tom konvex delmängd av {\displaystyle E} som är kompakt under den svaga topologin, då har varje grupp (eller ekvivalent varje semigrupp) av affina isometrier av {\displaystyle K} åtminstone en fixpunkt. (Här är en fixpunkt av en mängd av avbildningar en punkt som är samtidigt fixerad av alla avbildningar av mängden.)
Satsen är uppkallad efter Czesław Ryll-Nardzewski. Namioka and Asplund gav senare ett bevis som bygger på en annan strategi. Ryll-Nardzewski själv gav ett komplett bevis i den ursprungliga andan.

## Användning
- Av Ryll-Nardzewskis sats följer existensen av ett Haarmått för kompakta grupper.[4]